# Beatriz García Bernardo
Beatriz García Bernardo (Andoáin, 23 de abril de 1970) es una excentrocampista de fútbol española, que jugó en la selección española.

## Trayectoria
García nació en Andoáin en 1970.Comenzó a jugar al fútbol con 13 años.Debutó en el Añorga en la temporada 1983-1984, donde jugó hasta la temporada 1996-97.
La temporada 1997-1998 jugó en el primer equipo del FC Barcelona. En la temporada 1998-1999, se incorporó al equipo gerundense CF Llers de Figueras, donde jugó cuatro temporadas, hasta que se retiró los 32 años.
Debutó en la selección de Guipúzcoa en la temporada 1984-1985, jugando la final del Campeonato de Selecciones en el Nou Camp contra la selección de Galicia. Continuó en la selección guipuzcoana hasta la temporada 1991-1992, incorporándose a continuación en la selección de Euskadi, tras su fundación.
Entre 1988 y 1998 formó parte de las selección española, con la que llegó a las semifinales de la Eurocopa de 1997.

## Reconocimientos
Con el Añorga, García ganó 5 ligas territoriales, 4 copas de Guipúzcoa, 3 Copas de la Reina y 3 títulos de División de Honor. Con la selección de Guipúzcoa ganó 4 campeonatos y con la selección de Euskadi un campeonato nacional y tres subcampeonatos.
En 2011, la comisión de fiestas de Etxeberrieta de Andoáin, rindió un homenaje a García para reconocer su trayectoria deportiva en el fútbol femenino.